# Cyphogastra gloriosa
Cyphogastra gloriosa es una especie de escarabajo del género Cyphogastra, familia Buprestidae. Fue descrita científicamente por Gestro en 1877.

## Distribución geográfica
Habita en Australasia e Indomalaya.